# ألكسيس غوثير
ألكسيس غوثير (بالفرنسية: Alexis Gauthier)‏ هو طاهي فرنسي، ولد في 24 يونيو 1973 في أفينيون في فرنسا.

## وصلات خارجية
- الكسيس غوثير على موقع IMDb (الإنجليزية)